# Vilchana
Vilchana (ukrainien : Вільшана, russe : Ольшана) est une commune urbaine de l'oblast de Tcherkassy, en Ukraine. Elle compte 2 956 habitants en 2021.